# Toksyczna miłość
Toksyczna miłość (ang. Pelican Blood) – brytyjski dramat filmowy z 2010 roku.

## Fabuła
Nikko poznaje dziewczynę na portalu osób, które zamierzają popełnić samobójstwo. Obiecują sobie, że odejdą stąd razem, ale przychodzi moment, kiedy rozstają się ze sobą. Teraz chłopak postanawia oddać się w całości swojemu hobby − obserwowaniu ptaków. Po pewnym czasie Stevie znowu pojawia się w jego życiu. Przyjaciele ostrzegają chłopaka. Nikko jednak nie może oprzeć się dziewczynie.

## Obsada
- Harry Treadaway jako Nikko
- Emma Booth jako Stevie
- Oona Chaplin jako Linda
- Christopher Fulford jako DC Thomas
- Emma Clifford jako Elaine
- George Newton jako kłusownik
- Daniel Hawksford jako Mike
- Ali Craig jako Bish
- Arthur Darvill jako Cameron